# Valentin Iglinski
Valentin Iglinski (Russisch: Валентин Иглинский) (Tselinograd, 12 mei 1984) is een voormalig Kazachs wielrenner die gespecialiseerd is in het sprinten. Valentin is de jongere broer van Maksim Iglinski, die ook wielrenner is. Op 10 september 2014 werd bekendgemaakt dat hij was betrapt op doping tijdens de Eneco Tour. Hij werd per direct door zijn ploeg (Astana) ontslagen. Enkele weken later bleek dat ook zijn broer Maksim positief testte op EPO. Valentin Iglinski kreeg een schorsing van vier jaar opgelegd.

## Ereplaatsen
2006
- 6e etappe Ronde van Hainan

2007
- 2e etappe Ronde van Japan
- 4e etappe Ronde van Japan
- 1e etappe Ronde van Bulgarije
- 2e etappe Ronde van Bulgarije

2008
- 2e etappe Tour du Loir-Et-Cher
- 3e etappe Ronde van Navarra
- 6e etappe Ronde van Navarra

2009
- 1e etappe Ronde van Servië
- 3e etappe Ronde van Servië
- 7e etappe Ronde van Servië
- 4e etappe Ronde van het Qinghaimeer
- 5e etappe Ronde van het Qinghaimeer
- 4e etappe Ronde van Bulgarije
- 5e etappe Ronde van Bulgarije
- 1e etappe Ronde van Kumano
- 2e etappe Ronde van Kumano
- 3e etappe Ronde van Kumano
- Eindklassement Ronde van Kumano

2010
- 2e etappe Ronde van Hainan
- Eindklassement Ronde van Hainan

2011
- 2e etappe Ronde van Turkije
- 8e etappe Ronde van Hainan
- Eindklassement Ronde van Hainan

## Resultaten in voornaamste wedstrijden
| Jaar | Ronde van Italië | Ronde van Frankrijk | Ronde van Spanje |
| ---- | ---------------- | ------------------- | ---------------- |
| 2009 |                  |                     |                  |
| 2010 | opgave           |                     | 153e             |
| 2011 |                  |                     |                  |
| 2012 |                  |                     |                  |
| 2013 |                  |                     |                  |
| 2014 |                  |                     |                  |

| Jaar | Gent-Wevelgem | Ronde van Vlaanderen | Parijs-Roubaix | Amstel Gold Race |  | WK op de weg |
| ---- | ------------- | -------------------- | -------------- | ---------------- |  | ------------ |
| 2009 |               |                      |                |                  |  | opgave       |
| 2010 | 52e           | opgave               |                | opgave           |  | opgave       |
| 2011 |               |                      | opgave         |                  |  |              |
| 2012 | 150e          | opgave               | opgave         |                  |  |              |
| 2013 |               | opgave               | opgave         |                  |  |              |
| 2014 | 133e          | opgave               | 137e           |                  |  |              |

## Ploegen
- 2004-Capec
- 2005-Capec
- 2006-Capec
- 2008-Ulan
- 2010-Astana
- 2011-Astana
- 2012-Astana
- 2013-AG2R-La Mondiale
- 2014-Astana (tot 10 september)